# Grindelwald
Grindelwald je obec v okrese Interlaken-Oberhasli v kantonu Bern ve Švýcarsku. Žije zde přibližně 3 800 obyvatel.

## Geografie

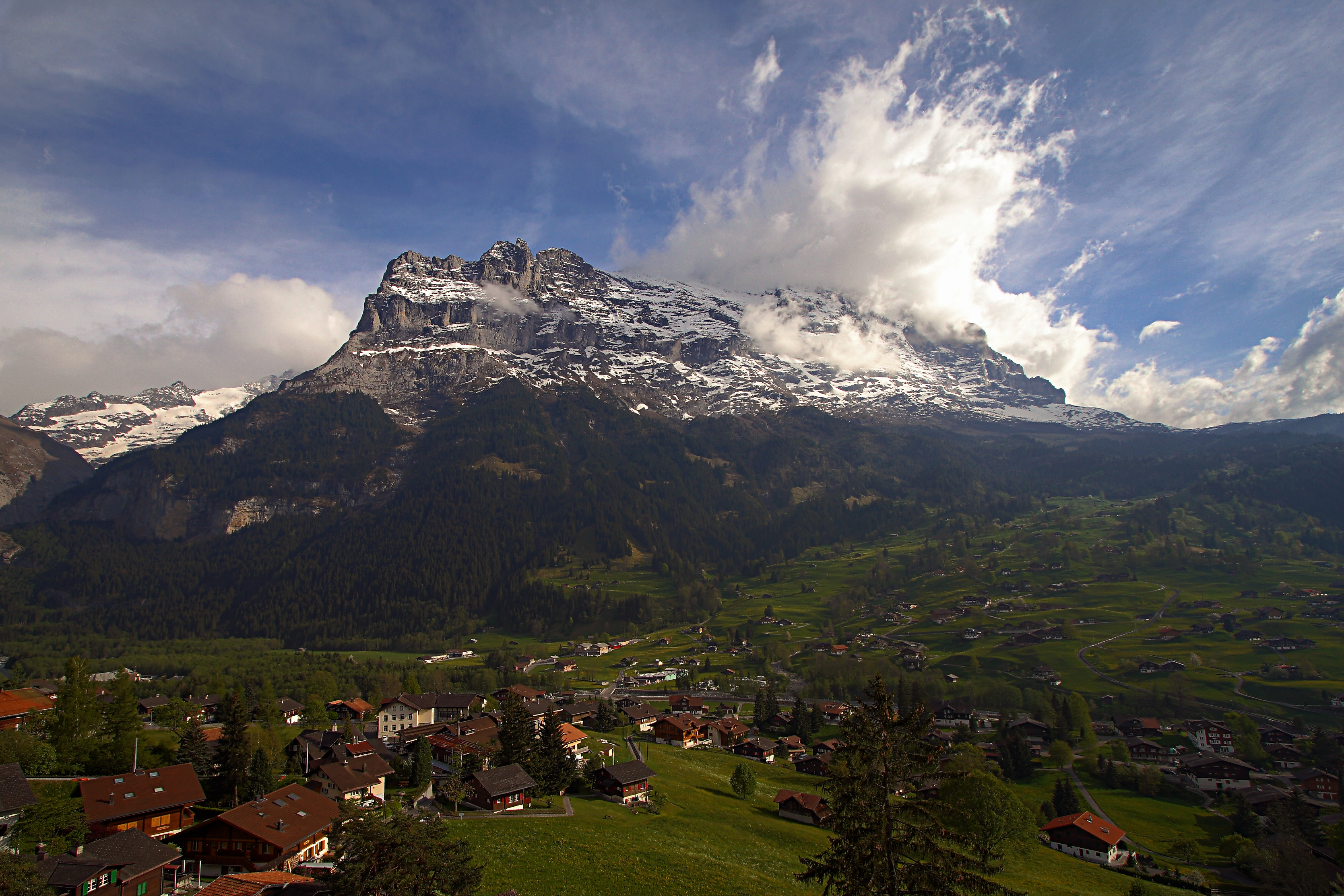
Eiger

Vesnice, osady a statky obce Grindelwald jsou roztroušeny v povodí řeky Schwarze Lütschine v pohoří Berner Oberland mezi horami Eiger, Wetterhorn, Fiescherwand a Faulhorn. Grindelwald tvoří centrum obce a turistické středisko. S rozlohou 171,1 km² je Grindelwald 25. největší obcí ve Švýcarsku a třetí největší v kantonu Bern. Nejvyšším bodem je vrchol Mönch ve výšce 4107 m n. m., nejnižší bod leží v nadmořské výšce 720 m n. m. Z rozlohy obce se 30,7 % využívá k zemědělským účelům, 16 % je zalesněno, 1,6 % je zastavěno (budovy, silnice) a zbylých 51,7 % tvoří řeky, ledovce a hory.
Na území Grindelwaldu se nachází ledovce Untere Grindelwaldgletscher a Obere Grindelwaldgletscher. Oba jsou turistickou atrakcí a v období přibližně od roku 1590 do roku 1880 dosahovaly až na okraj obce.
Údolí je odvodňováno říčkou Schwarze Lütschine, kterou napájí Obere Grindelwaldgletscher a jenž zleva jižně od centra obce přibírá říčku Weisse Lütschine přitékající z ledovce Untere Grindelwaldgletscher. Pravostranným přítokem Schwarze Lütschine je Milibach, známý díky vodopádu Bachläger.

## Historie

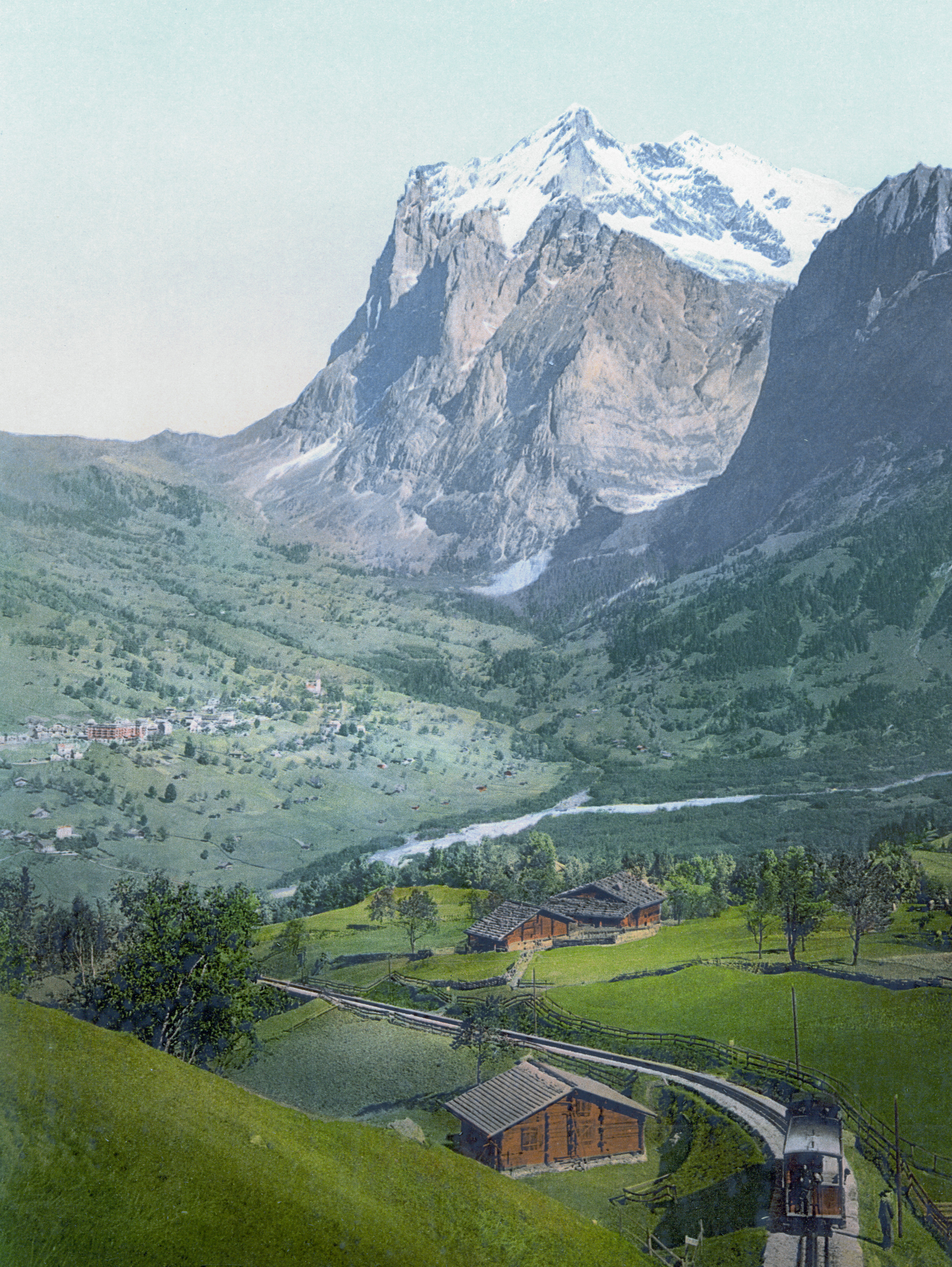
Grindelwald kolem roku 1900, v pozadí hora Wetterhorn

Název Grindelwald je původní polní název a je složen ze starohornoněmeckých slov grintil (závora, bariéra) a walt (les). První zmínka o obci pochází z roku 1146 jako Grindelwalt.
Burgbühl v Grindelwaldu je vrcholně středověký hrad. Augustiniánské proboštství v Interlakenu obdrželo v roce 1146 od krále Konráda III. několik císařských statků. Interlaken tyto majetky četnými akvizicemi zvětšil, vytlačil šlechtické rody Rotenfluh, von Ringgenberg, von Eschenbach a von Habsburg-Austria a stal se nejvýznamnějším majitelem panství v údolí se šestnácti lény. Císařský hofmistr Berchtold V. ze Zähringenu porazil v roce 1191 hornorakouskou šlechtu v Grindelwaldu. Obyvatelé Grindelwaldu bojovali proti Unterwaldenu v letech 1315 a 1332 jako věrozvěsti Interlakenu a nakonec utrpěli v roce 1342 při vpádu Unterwaldenských. V letech 1348 a 1349 se vzbouřili proti klášteru Interlaken. V roce 1528 se Grindelwaldští neúspěšně a ozbrojeně bránili proti zavádění reformace v Bernu. Nadvláda kláštera Interlaken byl nyní nahrazena městem Bern.
Turistický ruch se v obci začal rozvíjet v 18. století, první hotel Schwarzer Adler byl otevřen v roce 1820. Výstavbou silnice v letech 1860–1872 a železnice Berner-Oberland-Bahn v roce 1890 se usnadnil dříve obtížný přístup do údolí. Jako první lázeňské středisko v pohoří Berner Oberland se Grindelwald v roce 1888 otevřel také zimním aktivitám; mezi atrakce patřilo sáňkování, curling, bruslení, od roku 1891 lyžování, později bobování a lední hokej. Hotelnictví se rozrostlo z 10 domů v roce 1889 na 33 v roce 1914. V roce 1893 byla otevřena první ozubnicová železnice (Wengernalpbahn) na Kleine Scheidegg a v roce 1912 byla prodloužena na Jungfraujoch; pro horské turisty byly postaveny četné chaty Švýcarského alpského klubu (SAC). Po delší krizi způsobené válkami a světovou hospodářskou krizí se cestovní ruch po roce 1945 opět intenzivně obnovil. Nyní se rozvinul výrazný hotelový průmysl (chaty, domácí a táborová turistika, kempy). Vznikla rozsáhlá turistická a lyžařská oblast se sedačkovými lanovkami (1947 na First, 1967 následovala lanovka Pfingsteggbahn a v roce 1978 pak kabinová lanovka Grindelwald–Männlichen), lyžařskými vleky, autobusovými linkami a horskými restauracemi.

Grindelwald a Wetterhorn (1956)

Dne 18. srpna 1892, počínaje hotelem Bär u dnešního autobusového nádraží, shořelo 44 obytných domů a 72 dalších budov včetně nové nádražní budovy, ale staré centrum obce kolem Gydisdorfu zůstalo ušetřeno, protože létající jiskry odnášel silný vítr (föhn) směrem dolů do údolí a požáry se vyskytly až ve vesnici Schwendi.
Oblast Grindelwaldu byla předmětem vědeckého výzkumu, mimo jiné v rámci Alpských studií anglického horolezce Williama Augusta Brevoorta Coolidge (1912) a v rámci výzkumného programu Unesco Man and Biosphere Geografického institutu Univerzity v Bernu o vlivu cestovního ruchu (1979–1984). 

## Obyvatelstvo
| Vývoj počtu obyvatel | Vývoj počtu obyvatel | Vývoj počtu obyvatel | Vývoj počtu obyvatel | Vývoj počtu obyvatel | Vývoj počtu obyvatel | Vývoj počtu obyvatel | Vývoj počtu obyvatel | Vývoj počtu obyvatel | Vývoj počtu obyvatel | Vývoj počtu obyvatel | Vývoj počtu obyvatel | Vývoj počtu obyvatel | Vývoj počtu obyvatel | Vývoj počtu obyvatel | Vývoj počtu obyvatel | Vývoj počtu obyvatel |
| -------------------- | -------------------- | -------------------- | -------------------- | -------------------- | -------------------- | -------------------- | -------------------- | -------------------- | -------------------- | -------------------- | -------------------- | -------------------- | -------------------- | -------------------- | -------------------- | -------------------- |
| Rok                  | 1669                 | 1737                 | 1764                 | 1799                 | 1850                 | 1880                 | 1900                 | 1910                 | 1930                 | 1950                 | 1960                 | 1970                 | 1980                 | 1990                 | 2000                 | 2010                 |
| Počet obyvatel       | 1300                 | 1673                 | 1816                 | 1985                 | 2924                 | 3081                 | 3346                 | 3696                 | 3021                 | 3053                 | 3244                 | 3511                 | 3597                 | 3545                 | 4069                 | 3809                 |

V roce 2007 tvořili 15,8 % obyvatel cizí státní příslušníci. Většina populace (rok 2000) mluví německy (86,8 %), na druhém místě pak byla portugalština s 4,5 % a francouzština s 1,7 %.

## Hospodářství a turismus

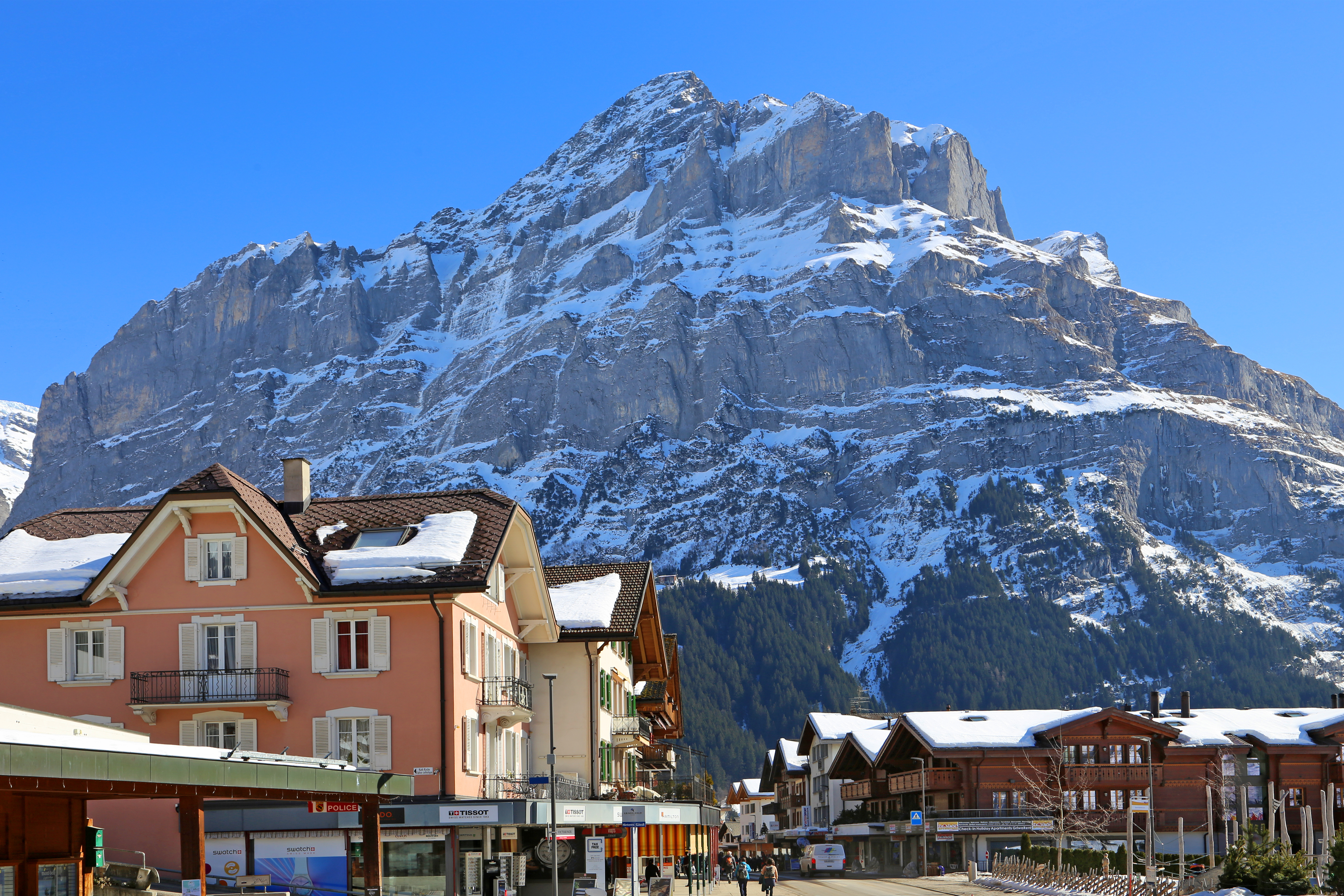
Centrum Grindelwaldu a Wetterhorn

Cestovní ruch má zde dlouhou tradici a již od počátku turistiky zde byly vytvářeny podmínky, aby lákaly turisty jak v zimě, tak i v létě. Lanovka na Wetterhorn je jedna z nejstarších na světě. V Grindelwaldu jsou taktéž letní tábory pro mládež a pro postižené děti a dva kempy. V zimě disponuje místo dostatečným počtem sjezdovek, jak pro začátečníky i pokročilé. Zkušené horolezce láká výzva ledovce Eigeru a Wetterhornu. Pro ostatní jsou k dispozici upravené trasy pro sáňkování a zimní turistiku. V současné době je Grindelwald také populární jako letovisko s mnoha kilometry turistických tras v Alpách.
Dnes je více než 90 % ekonomiky Grindelwaldu zaměřeno na cestovní ruch, přičemž je poměrně rovnoměrně rozdělen mezi letní a zimní provoz a úzce zapojeno tradiční zemědělství a místní dřevařské a stavební řemeslo. Zaměstnanost je rozdělena mezi tři hospodářská odvětví takto: 9 % zemědělství, 16 % průmysl a obchod, 75 % služby (k roku 2020). V roce 2020 bylo ještě napočítáno 105 zemědělských podniků.
V zimě navštěvují místo hlavně lyžaři a v létě turisté, kteří zde mohou obdivovat unikátní horské scenérie a změny počasí na vrcholech Fünfgespann, Schreckhorn, Eiger, Mönch a Jungfrau. Hory přibližuje několik lanovek a ozubnicové dráhy na Kleine Scheidegg, Jungfraujoch a do Wengenu. 
V obci stojí barokně přestavěný kostel, obklopený hřbitovem, též s hroby obětí hor.

## Sport

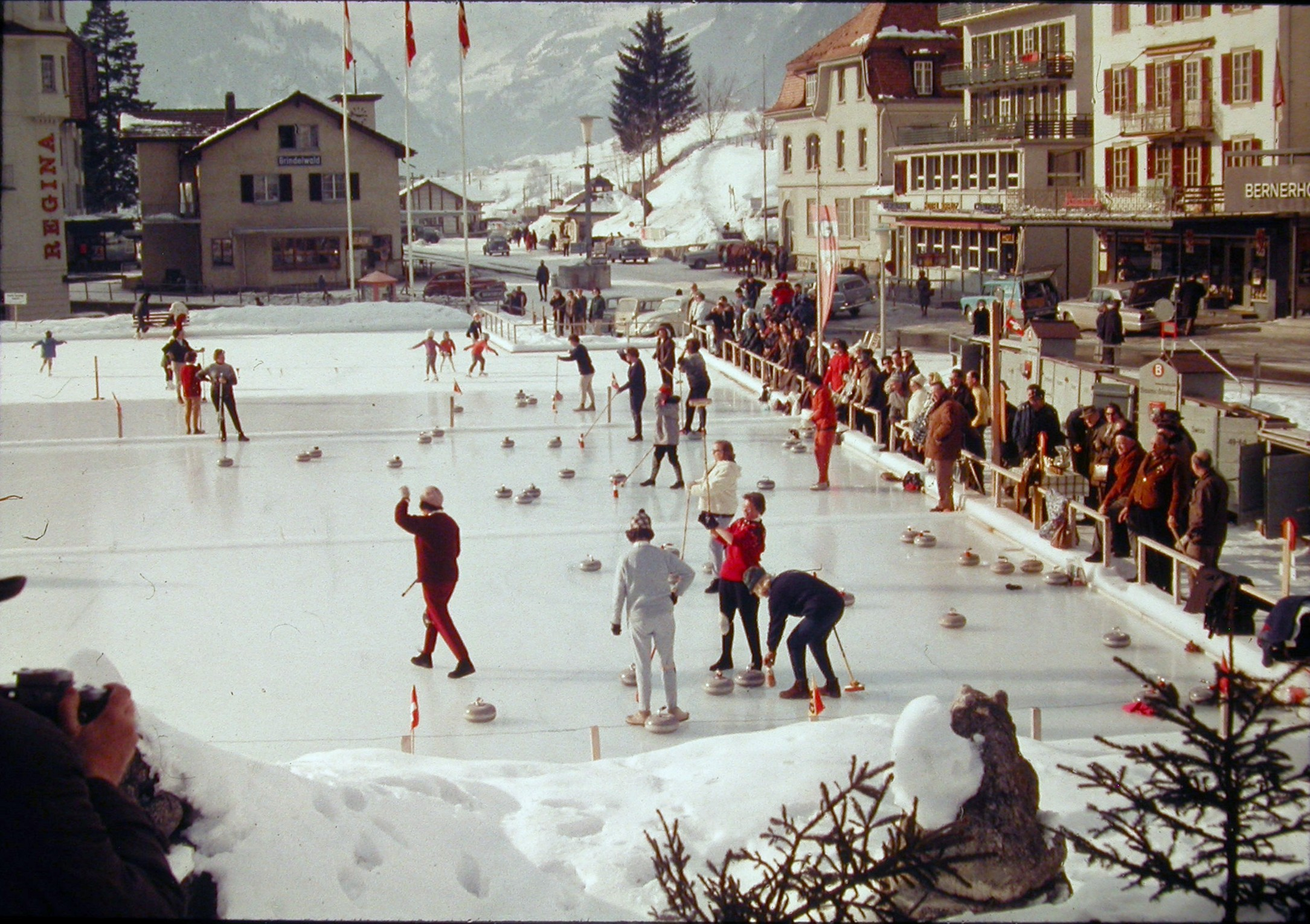
Curling v Grindelwaldu (1965)

Grindelwald byl prvním horským střediskem v pohoří Berner Oberland, které od roku 1888 navštěvovali turisté i v zimě. Hosté se zde mohli věnovat zimním sportům: zpočátku sáňkování, curlingu a bruslení, od roku 1891 lyžování, později byla vybudována bobová dráha. Od roku 1947 se zde rozvíjel lyžařský areál First a v roce 1978 Männlichen. Od roku 1932 se v Grindelwaldu konaly závody pořádané Švýcarským lyžařským klubem žen, které dlouhou dobu patřily mezi nejvýznamnější ženské závody v alpském lyžování a v roce 1967 byly zařazeny do Světového poháru. Dosud poslední závody Světového poháru v alpském lyžování se konaly v roce 1992.
Grindelwaldským vynálezem je Velogemel, jednostopé řiditelné sportovní saně - srovnatelné s dřevěným kolem s běžkami místo kol.

## Doprava

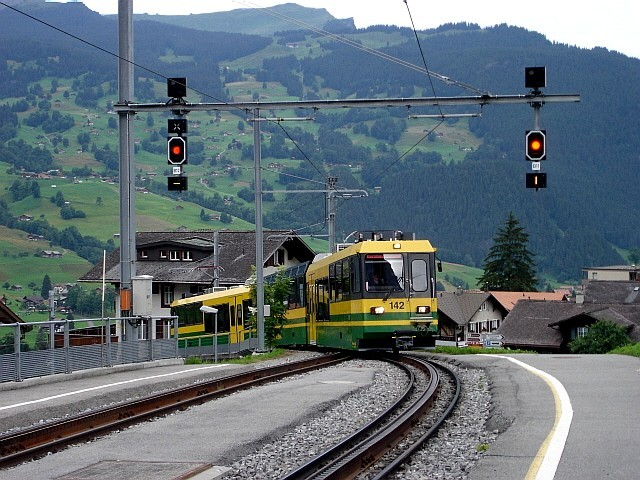
Vlak ve stanici Grindelwald

Údolí Grindelwald je dostupné z Interlakenu po silnici i železnici. Hlavní silnice 221 vede z Bernu přes Thun a Interlaken do Grindelwaldu. Cesty dále přes Grosse Scheidegg do Haslitalu je možné projet pouze poštovním autobusem a na kole.
Mezi Interlakenem a Grindelwaldem jezdí železnice Berner-Oberland-Bahn. Z nádraží Grindelwald pokračuje železnice Wengernalpbahn na Kleine Scheidegg, odkud vystoupá Jungfraubahn ještě dále štolou v hoře Eiger až na Jungfraujoch. Z Kleine Scheideggu je možno cestovat dále do Wengenu a Lauterbrunnenu.
Lanovka Grindelwald–Männlichen spojuje Grindelwald a vrchol Männlichen, odkud je možno další lanovkou Wengen–Männlichen pokračovat do Wengenu.
Další lanovky spojují Grindelwald a Pfingstegg na Mättenbergu, který je výchozím bodem pro túry na grindelwaldské ledovce, k chatě Schreckhorn a k chatě Milchbach, k níž vede tunel turistické stezky. Na cestě se nachází skalní ráj Breitlouwina. Další lanovka Firstbahn vede z Grindelwaldu na First. 
Historickým dopravním zařízením a první veřejnou lanovkou ve Švýcarsku byl vlek na Wetterhorn.

## Osobnosti
- Hedy Schluneggerová (1923–2003), švýcarská alpská lyžařka, olympijská vítězka z roku 1948
- Martina Schildová (* 1981), švýcarská alpská lyžařka, vnučka Hedy Schluneggerové, stříbrná na olympijských hrách 2006